# Labor callum obducit dolori
 Labor callum obducit dolori  лат. (изговор: лабор калум обдуцит долори). Рад отупљује бол.(Цицерон) 

## Поријекло изреке
Изрекао римски државник и бесједник Цицерон (први вијек п. н. е.).

## Тумачење
Радом се лакше превазилазе све непријатности. Рад моћно одвлачи пажњу тако да и бол умањује и може да га учини сношљивим.